# Episodi di Chasing Life (seconda stagione)
La seconda e ultima stagione della serie televisiva Chasing Life è stata trasmessa dal 6 luglio al 28 settembre 2015 su ABC Family.
In Italia la serie è stata interamente pubblicata sulla piattaforma Infinity a partire dal 23 gennaio 2016. Per quanto riguarda la trasmissione televisiva, è andata in onda dal 22 gennaio al 15 aprile 2016 in anteprima assoluta sul canale pay Premium Stories di Mediaset Premium.
| n  | Titolo originale              | Titolo italiano            | Prima TV USA      | Prima TV Italia  |
| -- | ----------------------------- | -------------------------- | ----------------- | ---------------- |
| 1  | A View from the Ledge         | Uno sguardo dal tetto      | 6 luglio 2015     | 22 gennaio 2016  |
| 2  | The Age of Consent            | L'età del consenso         | 13 luglio 2015    | 29 gennaio 2016  |
| 3  | Life of Brenna                | La vita di Brenna          | 20 luglio 2015    | 5 febbraio 2016  |
| 4  | Truly Madly Deeply            | Le insidie della sincerità | 27 luglio 2015    | 12 febbraio 2016 |
| 5  | The Domino Effect             | Effetto domino             | 3 agosto 2015     | 19 febbraio 2016 |
| 6  | The Last W                    | L'ultima domanda           | 10 agosto 2015    | 26 febbraio 2016 |
| 7  | As Long As We Both Shall Live | Fino all'ultimo respiro    | 17 agosto 2015    | 4 marzo 2016     |
| 8  | The Ghost in You              | Il fantasma in te          | 24 agosto 2015    | 11 marzo 2016    |
| 9  | Wild Thing                    | Un'altra persona           | 31 agosto 2015    | 18 marzo 2016    |
| 10 | A Bottle of Secrets           | Una bottiglia di segreti   | 7 settembre 2015  | 25 marzo 2016    |
| 11 | First Person                  | In prima persona           | 14 settembre 2015 | 1º aprile 2016   |
| 12 | Ready or Not                  | Progetto di vita           | 21 settembre 2015 | 8 aprile 2016    |
| 13 | La Dolce Vita                 | La dolce vita              | 28 settembre 2015 | 15 aprile 2016   |